# Słupinko (jezioro)
Słupinko (kaszb. Jezoro Słupinkò) – jezioro w Borach Tucholskich na obszarze Kaszub Południowych (powiat kościerski, województwo pomorskie). Powierzchnia całkowita jeziora wynosi 62 ha, długość 2,8 km a maksymalna głębokość 4 m. Słupinko jest jeziorem rynnowym, połączonym od zachodu z jeziorem Słupino, a od wschodu z jeziorem  Radolnym. Ponadto przez wschodni kraniec jeziora przepływa rzeka Wda. Cały akwen objęty jest obszarem Wdzydzkiego Parku Krajobrazowego.
Przy jeziorze znajduje się miejscowość Słupinko.